# Formica densiventris
Formica densiventris is een mierensoort uit de onderfamilie van de schubmieren (Formicinae). De wetenschappelijke naam van de soort is voor het eerst geldig gepubliceerd in 1903 door Henry Lorenz Viereck.